# Sœurs de sainte Edwige
Les Sœurs de sainte Edwige (en latin : Congregatio Sororum S. Hedvigis) sont une congrégation religieuse féminine enseignante et hospitalière de droit pontifical.

## Histoire
Les origines de la congrégation remontent à 1848, lorsque le père Robert Spiske crée une association à Wrocław, sous le patronage de sainte Edwige de Silésie, composée de veuves et jeunes filles dédiée à l'assistance des enfants abandonnés et des personnes âgées. Lors de son voyage à Rome, Spiske rencontre le pape Pie IX en 1858, qui bénit l'œuvre et soutient l'idée de transformer l'association en congrégation religieuse. Les premières aspirantes prononcent leurs vœux le 14 juillet 1859, débutant officiellement l'institut,.
Pendant le Kulturkampf en 1875, toutes les communautés de Sœurs de sainte Hedwige sont dispersées ; Spiske transfère le siège de sa congrégation à Nesamislitz en Autriche-Hongrie. En 1889, certaines sœurs de Nesamislitz reviennent à Wrocław. Les sœurs d'origine tchèque restent à Nezamyslice, où la province tchèque est créée en 1921. Ce sont ensuite la province danoise (1928), la province autrichienne (1947) et la province allemande (1948). Pendant la Seconde Guerre mondiale, les sœurs sont expulsées de nombreuses maisons et les propriétés confisquées, elles récupèrent leurs biens à la fin de la guerre.
La congrégation reçoit le décret de louange en 1872 et ses constitutions sont approuvées définitivement en 1901. L'institut est définitivement approuvé le 12 janvier 1931 et agrégé à l'ordre de Saint-Augustin le 25 mars 1959,.

## Activité et diffusion
Les religieuses de l'institut se consacrent à l'enseignement de la jeunesse et au soin des malades.
Les sœurs sont présentes en Allemagne, en Pologne, en Autriche, au Danemark et en République tchèque.
La maison-mère est à Berlin.
Fin 2017, la congrégation comptait 239 religieuses dans 35 maisons.